# Плуцер-Сарно, Алексей Юрьевич
Алексе́й Ю́рьевич Плу́цер-Сарно́ (род. 9 июля 1962, Москва) — российский современный художник, журналист, лексикограф, один из идеологов и художественных руководителей арт-группы «Война», наряду с её основателями — Олегом Воротниковым и Натальей Сокол. Автор «Большого словаря мата».

## Биография
Родился в Москве в семье конструктора первых космических солнечных батарей Юрия Никодимовича Плуцера-Сарно (1931—1996). По отцу является внуком экономиста Никодима Акимовича Плуцера-Сарна (1883—1944), по матери — внуком актрисы Гарен Константиновны Жуковской (1912—2007).
Учился в литературном специальном классе у Л. И. Соболева в Московской экспериментальной школе-гимназии № 1567. Занимался фотографией, посещал частную студию рисунка. Срочную службу в вооружённых силах проходил в отдельном спецбатальоне Северного флота. После армии работал реставратором памятников архитектуры.
В 1992 году окончил историко-литературное отделение философского факультета Тартуского университета. Работал журналистом, возглавлял ряд оппозиционных, левых изданий в России («Московский дворик», «Моя столица», журнал «КУ») и Украине («Социал-демократ»). В 2003—2004 годах — ведущий интеллектуального ток-шоу «Чёрный квадрат», выпускаемого компанией АТВ, транслировавшегося на телеканале «Культура». В 2004 году работал ведущим рубрики «Фраза недели» на Радио «Свобода». В 2006 году работал главным редактором киноеженедельника «Сине Фантом» телекомпании СТС.
В 2010 году в связи с задержанием двух активистов арт-группы «Война» Олега Воротникова и Леонида Николаева и угрозой собственного ареста эмигрировал из России в Эстонию, затем переехал в Израиль.

## Художественные практики
Автор акций, перформансов, фотосерий, инсталляций и других арт-проектов. Наиболее известны перформансы: «Рашн Арт Пора Пороть», «Стань русским», «Погром Леттризма», «Говно — друг или враг?», «Современное искусство — гной и блевотина», «Смерть в Любляне», «Voina — Wanted!»
В 2006 году в Зверевском арт-центре на выставке «Достоинство» Плуцер-Сарно познакомился с художниками-акционистами Олегом Воротниковым и Натальей Сокол, ещё в 2005 году создавшими арт-группу «Война». После этого Плуцер-Сарно вместе с Воротниковым и Сокол стал идеологом и разработчиком медиа-арта группы «Война». В 2006—2007 годах по общему решению группы участие Плуцера-Сарно не афишировалось.
С 2007 года Плуцер-Сарно занимался арт-журналистикой, вёл в «Живом Журнале» блог, который стал главным медиа-ресурсом группы «Война». В блоге эксклюзивно публиковалась информация обо всех акциях группы. Журнал имел оппозиционную направленность, в нём Плуцер-Сарно выступал с протестом против преследований властью левых художников, общественных активистов и правозащитников.
В 2008 году по итогам акции группы «Война» «Ебись за наследника Медвежонка» против Плуцера-Сарно было возбуждено уголовное дело по статье 242 УК РФ «Незаконное распространение порнографических материалов или предметов». Из-за невозможности найти и допросить подозреваемого, более года скрывавшегося от следствия, дело было прекращено «за отсутствием улик и свидетельских показаний».
В июле 2010 года в Бельгии по итогам акции «Революция в супермаркете!» против Плуцера-Сарно было возбуждено ещё одно уголовное дело. Позднее художник был оправдан бельгийским судом, так как не был доказан умысел на совершение преступления.
14 июня 2010 года художники группы «Война» провели акцию «Хуй в ПЛЕНу у ФСБ». Они нарисовали на разводной части Литейного моста шестидесятипятиметровый фаллос, который после разведения моста предстал в поднятом виде прямо перед окнами Главного управления ФСБ. 7 апреля 2011 года им была присуждена премия «Инновация» в сфере современного искусства за лучшее произведение визуального искусства. Идея акции была предложена Натальей Сокол, разработкой и подготовкой занимались Олег Воротников, Наталья Сокол и Леонид Николаев, автор медиа-арта акции — А. Плуцер-Сарно.
В 2010—2012 годах Алексей Плуцер-Сарно был инициатором и автором международной стрит-арт акции «Voina — Wanted!» в поддержку художников группы «Война» Олега Воротникова, Натальи Сокол, Леонида Николаева, находящихся в тот момент в заключении.

## Арт-группа «Война»
Алексей Плуцер-Сарно освещал и интерпретировал в медийном поле акции арт-группы «Война», при этом реакция художников-акционеров на его публикации часто была негативной.

## «Словарь русского мата» и другие работы
В начале 2000-х годов Алексей Юрьевич опубликовал первые два тома фундаментального Большого словаря мата, посвящённые русской обсценной лексике и её фразеологии:
- Плуцер-Сарно, А. Ю. Большой словарь мата. — СПб. : Лимбус Пресс, 2005. — Т. 1 : Опыт построения справочно-библиографической базы данных лексических и фразеологических значений слова «хуй». — 392 с. — ISBN 5-8370-0161-1.
- Плуцер-Сарно, А. Ю. Большой словарь мата. — СПб. : Лимбус Пресс, 2005. — Т. 2 : Лексические и фразеологические значения слова «пизда». — 536 с. — ISBN 5-8370-0395-9.

Авторами вступительной статьи к первому тому выступили А. Д. Дуличенко и В. П. Руднев, а рецензентами обоих томов — А. К. Байбурин, А. С. Герд, Х. Олмстед, И. В. Рейфман, С. А. Старостин и В. Н. Топоров.
В 2007 году в Лондоне под названием «Notes from Russia» был опубликован итог арт-проекта «Музей объявлений» — коллекция уличных объявлений, которую автор собирал на протяжении двух десятилетий. Проект неоднократно выставлялся в выставочных пространствах.
В 2011 году статья «Энциклопедия русского пьянства» опубликована в виде комментария к иллюстрированному изданию поэмы Венедикта Ерофеева «Москва—Петушки».
В 2017 году А. Плуцер-Сарно опубликовал в Лондоне исследование феномена пьянства под названием «Alcohol: Soviet Anti-Alcohol Posters» (London: FUEL Publishing, 2017. Edited by Damon Murray, Stephen Sorrell).

## Награды
- 7 апреля 2011 премия «Инновация» в сфере современного искусства за лучшее произведение визуального искусства присуждена группе «Война», идеологом которой является Плуцер-Сарно[6].